# Otar Kiteiszwili
Otar Kiteiszwili (gruz.: ოთარ კიტეიშვილი, ur. 26 marca 1996 w Rustawi) – gruziński piłkarz, grający na pozycji pomocnika w austriackim Sturm Graz oraz w reprezentacji Gruzji. Wychowanek Dinamo Tbilisi. Były kapitan reprezentacji Gruzji do lat 21. 

## Kariera reprezentacja
W seniorskiej reprezentacji Gruzji zadebiutował 23 stycznia 2017 roku w zremisowanym 2:2 spotkaniu towarzyskim z Uzbekistanem, w którym został zmieniony w 89 minucie.

## Odznaczenia
- Order Honoru – 2024[1][2][3][4]